# کراس‌اوور

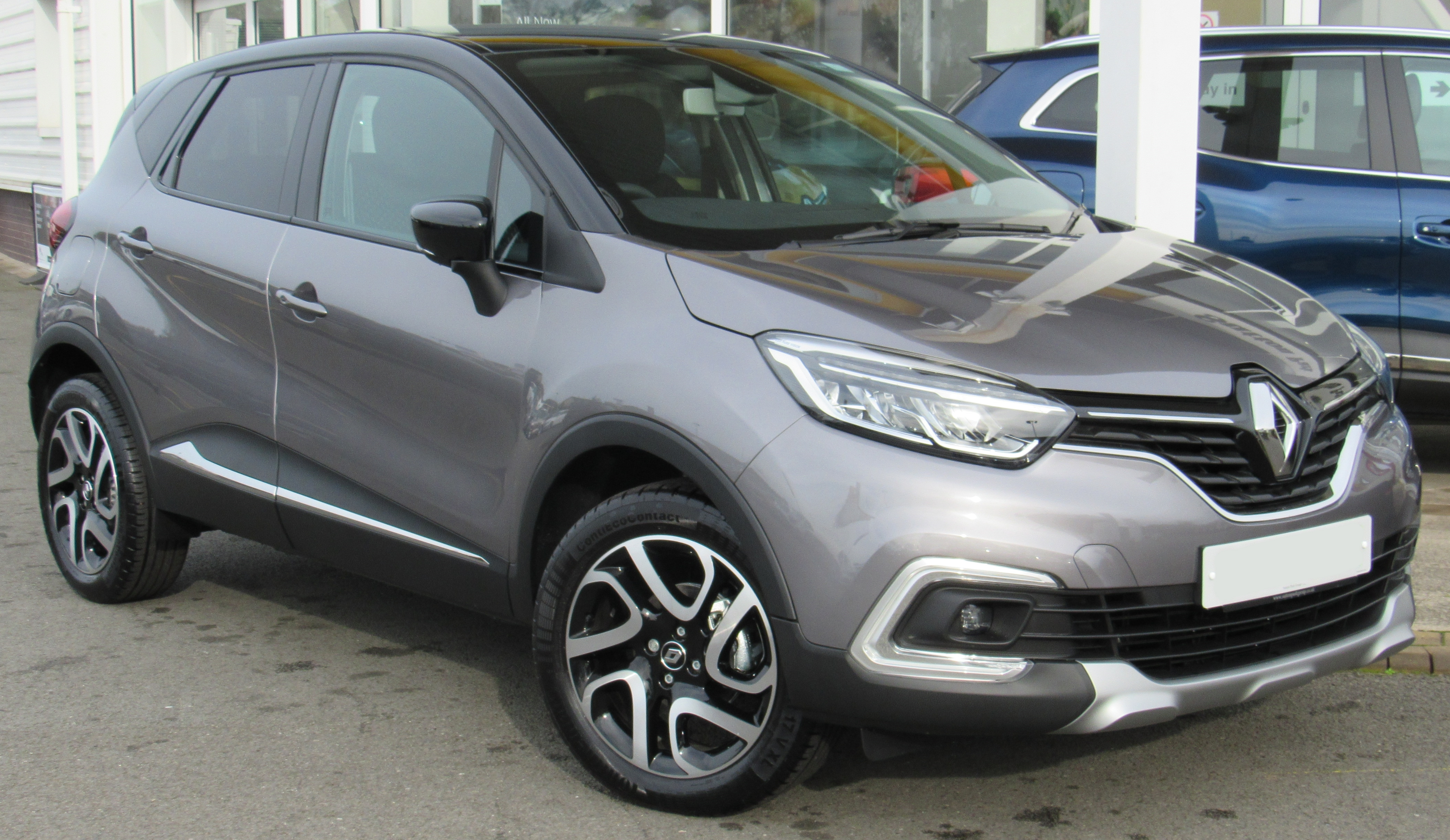
رنو کپچر؛ پرفروش‌ترین کراس‌اوور کوچک اروپا

خودروی  شاسی یا سی‌یووی (به انگلیسی: Crossover Utility Vehicle یا به‌طور مخفف CUV) نوعی از خودرو از نظر شاسی‌سازی است. شاسی خودروهای کراس‌اوور ترکیبی از خودروهای شاسی‌بلند و خودروهای هاچ‌بک است.

## ویژگی‌ها
- نقطه اچ بالاتر (محل قرارگیری نشیمنگاه راننده)[۳]
- ارتفاع بالاتر خودرو نسبت به گونه سدان یا هاچ‌بک و اندکی کمتر از میانگین معمول خودروهای اس‌یووی است.[۴]
- موجود بودن حالت «چهارچرخ متحرک» در این خودروها (بسته به آپشن خودرو).
- طراحی زیباتر و فضای بزرگتر و جادارتر کابین از خودروهای سدان و هاچ‌بک
- مصرف سوخت مناسب‌تر و نزدیک به خودروهای سدان یا هاچ‌بک.
- ساختاری که برخلاف مدل‌های اس‌یووی به‌صورت یک‌پارچه است.

همچنین این گونه از طراحی می‌تواند برخی مزایای خودروهای ون را نیز در خود جا دهد:
- توانایی اضافه شدن ردیف سوم صندلی
- توانایی تاشدن صندلی‌های ردیف عقب به منظور افزایش فضای بار

از معروف‌ترین این خودروها می‌توان به مرسدس-بنز کلاس-جی‌ال‌ای و پژو ۲۰۰۸ اشاره کرد.

## خودروها
- میکرو کراس‌اوور خودروهایی که طول کمتر از ۴۰۰۰ میلی‌متر دارند.
- مینی کراس‌اوور خودروهایی که طول کمتر از ۴۳۰۰ میلی‌متر دارند.
- کامپکت کراس‌اوور خودروهایی که طول کمتر از ۴۶۰۰ میلی‌متر دارند.
- کراس‌اوور متوسط خودروهایی که طول کمتر از ۴۸۸۰ میلی‌متر دارند.
- فول سایز کراس‌اوور خودروهایی که طول بیشتر از ۴۸۸۰ میلی‌متر دارند. اکثر خودروهای این کلاس طول بیشتر از ۵ متر دارند.[۶]